# Nehemiah Persoff
Nehemiah Persoff (Jerusalén, Administración del Territorio Enemigo Ocupado, 2 de agosto de 1919 - San Luis Obispo, California, Estados Unidos, 6 de abril de 2022) fue un actor y pintor estadounidense de origen  israelí.

## Biografía
Nacido en Jerusalén, emigró con su familia a los Estados Unidos en 1929 y se graduó en el Instituto Técnico Hebreo en 1937. Después de servir en el ejército de los Estados Unidos durante la Segunda Guerra Mundial, trabajó como electricista del metro, manteniendo señales mientras comenzaba su carrera como actor en el teatro de Nueva York. En 1947, fue aceptado en el Actors Studio y comenzó su carrera como actor en 1948.
Se retiró de la actuación en 1999 y dedicó su tiempo completo a la pintura. Vivió juntó con su esposa, Thia, en Cambria, California, hasta el fallecimiento de ella en 2021 debido a un cáncer. Tuvieron cuatro hijos.
Murió el 5 de abril de 2022 a los 102 años tras una complicación cardíaca.

## Filmografía
- On the Waterfront (1954) como taxista (no acreditado)
- The Harder They Fall (1956) como Leo
- The Wrong Man (1956) como Gene Conforti
- Some Like It Hot (1959) como Little Bonaparte
- Day of the Outlaw (1959) como Dan - Starret's Foreman
- The Comancheros (1961) como Graile
- The Hook (1963) como Capitán Van Ryn
- Fate Is the Hunter (1964) como Ben Sawyer
- The Greatest Story Ever Told (1965) como Shemiah
- Too Many Thieves (1967) como Georgi
- The Money Jungle (1967) como Teniente Dow Reeves
- Panic in the City (1968) como August Best
- Mrs. Pollifax-Spy (1970) como Berisha
- Red Sky at Morning (1971) como Amadeo Montoya
- Lapin 360 (1972)
- Voyage of the Damned (1976) como Mr. Hauser
- Deadly Harvest (1977) como Mort Logan
- St. Helens (1981) como Mr. Ellison
- O'Hara's Wife (1982) como Doctor Fischer
- Yentl (1983) como Reb Mendel 'Papa'
- An American Tail (1986) como Papa Mousekewitz (voz)
- The Last Temptation of Christ (1988) como Rabino
- An American Tail: Fievel Goes West (1991) como Papa (voz)
- An American Tail: The Treasure of Manhattan Island (1998) como Papa Mousekewitz (voz)
- An American Tail: The Mystery of the Night Monster (1999) como Papa Mousekewitz (voz)
- 4 Faces (1999)

## Televisión
- The Untouchables (1959-1963) como Merritt Griffin / Berco Romanu / Dominic Venussi / Carlos Ruldan / Max Evar / Barney Peters
- Rawhide (1963-1964) como Michob / Domingo Hernando Gonzalez Enriques Rodríguez
- The Wild Wild West (1965-1968) como Major Hazard / Adam Barclay / Gen. Andreas Cassinello
- Gunsmoke (1965-1975) como Alejo Etchahoun / Ben Rando / Tim Driscoll / Alex Skouras / Mr. Dano / Jack Pinto
- Hawaii Five-O (1968-1979) como Allie Francis / Victor Palua / Cordell / Leo Paoli / Winkler / Harry Cardonus
- The Mod Squad (1969-1972) como Nick Master / Sgt. Harry MacGeorge / Janos Kovacs
- Colombo, Ep.36 (1975-1976) como Jesse Jerome.
- McCloud (1973-1977) como Tereshkov / Perry Cicero
- Barney Miller (1978-1981) como Yacov Berger / Carl Simms